# Trichopotamon xiangyunense
Trichopotamon xiangyunense is een krabbensoort uit de familie van de Potamidae. De wetenschappelijke naam van de soort is voor het eerst geldig gepubliceerd in 2008 door Naruse, Yeo & Zhou.